# TensorFlow
TensorFlow – otwartoźródłowa biblioteka programistyczna napisana przez Google Brain Team. Wykorzystywana jest w uczeniu maszynowym i głębokich sieciach neuronowych. Została wydana 9 listopada 2015 roku.
Biblioteka może do działania wykorzystywać zarówno karty graficzne, procesory (m.in. dla urządzeń mobilnych oraz systemów wbudowanych), jak i wyspecjalizowane mikroprocesory nazywane akceleratorami AI – tensor processing unit.
Biblioteka składa się z kilku modułów. W jej najniższej warstwie znajduje się rozproszony silnik wykonawczy (ang. distributed execution engine), który w celu podniesienia wydajności został zaimplementowany w języku programowania C++. Nad nią znajdują się frontendy napisane w kilku językach programowania m.in. w Pythonie oraz C++. Powyżej umieszczona została warstwa API, która zapewnia prostszy interfejs dla powszechnie używanych warstw w modelach głębokiego uczenia. Na następną warstwę składają się wysokopoziomowe API, m.in. Keras oraz Estimator API, które ułatwiają tworzenie modeli i ich ocenę. Ponad tym znajdują się przygotowane przez twórców biblioteki oraz gotowe do użycia modele.